# Bela Szepes
Bela Szepes (Hungría, 5 de septiembre de 1903-20 de junio de 1986) fue un atleta húngaro, especialista en la prueba de lanzamiento de jabalina en la que llegó a ser subcampeón olímpico en 1928.

## Carrera deportiva
En los JJ. OO. de Ámsterdam 1928 ganó la medalla de plata en el lanzamiento de jabalina, llegando hasta los 65.26 metros, quedando en el podio tras el sueco Erik Lundqvist y por delante del noruego Olav Sunde (bronce con 63.97 metros).